# XIII (videojuego)
XIII (léase trece) es un videojuego de disparos en primera persona publicado para PlayStation 2, Nintendo GameCube, Xbox, Microsoft Windows y Mac OS X y basado en la serie de historietas belga XIII del año 1984. XIII, fue desarrollado y publicado por Ubisoft y lanzado el 18 de noviembre de 2003. El juego fue publicado para Mac OS X por Feral Interactive. La versión en DVD para Windows ha sido recientemente relanzada en el Reino Unido bajo la línea de videojuegos baratos de Sold-Out Software.

## Argumento
La trama del juego se centra en el personaje principal, que ha despertado con amnesia. Los personajes y armas en XIII han sido creados usando la técnica de cel shading, dándole deliberadamente la apariencia de un comic book, incluyendo palabras onomatopéyicas contenidas en globos para los efectos de sonido.

## Personajes Principales
XIII - Tiene dos identidades distintas en el juego. Una de ellas es la de Steven Rowland (que luego es cambiada por la de Jason Fly), quien es un capitán de los SPADS (unidad de elite), y que es supuestamente asesinado por la mangosta; y por otro lado la de Jason Fly, también un soldado de los SPADS, quien es amigo de Steven Rowland durante vida y tenían, por lo que recuerda, una amistad muy competitiva.
Jones - La mayor Jones, ordenanza del general Carrington. A medida que avanza el juego, se produce una amistad más "unida" con XIII, quien le ayuda en todo la trama del mismo, desde recogiéndolo o dejándolo en alguna misión o dándole unas simples palabras de "aliento". Jones trabajó para Carrington algunos años hasta que este fue arrestado por Mac Call, entonces se dispone a su liberación y a atrapar a todos los involucrados en la conspiración 
Ben Carrington - El general Carrington, amigo de William Sheridan, quien es asesinado, busca vengarse de los que le traicionaron, es decir; de la conspiración. En un recuerdo de XIII menciona: "Le atraparemos a todos del número XX (veinte) al número I (uno)", pero esta búsqueda se frena cuando el general William Standwell lo manda a arrestar y lo retiene en la base Esmerald en los Apalaches. Tiene una cierta conexión o vínculo con XIII.
Amos - El Coronel Amos del departamento del FBI, líder de la investigación del asunto Sheridan. Sospecha de un objetivo, Steve Rowland, y por eso encierra a XIII en el banco Winslow, pero a medida que avanza el juego Amos es convencido por Carrington de que XIII no es Steve Rowland sino Jason Fly y, por lo tanto, inocente y decide ayudarle a descubrir el verdadero complot.
Kim - Viuda de Steve Rowland es la número XVII. Es también una infiltrada por Carrigton para descubrir la identidad de número I pero fracasa. Asimismo ayuda a XIII diciéndole donde se reunirán dos agentes de la conspiración. Después de eso al final solo se escucha cómo llora.
Walter Sheridan- El senador Walter Sheridan, hermano del fallecido presidente William Sheridan, organiza una conspiración con sus colaboradores tomando la identidad secreta de I, quien al final no es atrapado y se da a conocer con XIII.
Mangosta- Es un asesino a sueldo contratado por la conspiración, encargado de eliminar a los enemigos de la misma, como es el caso de XIII. Este asesino va acompañado de un séquito de asesinos.

## Historia
El videojuego se divide en cuatro partes, explicadas en detalle a continuación.

### Parte 1
Una guardavisdas está terminando su turno cuando ve algo en la playa. Allí encuentra a XIII inconsciente y al cabo de unos segundos este se despierta. Entonces se levanta y camina hacia un pick-up. Por el cielo se puede apreciar un helicóptero que se va, en ese entonces XIII tiene un episodio de memoria en donde recuerda que estaba en un barco del cual cae por un balazo que recibe en su cabeza. En el camino hacia la pick up, se desmaya, y despierta en la enfermería de playa. Cuando la salvavidas le entrega una llave que encontró en su bolsillo, se escucha un ruido de fusil y le disparan, asesinándola. XIII agarra unos cuchillos y un botiquín. Abre la puerta trasera y se enfrenta contra un hombre armado con un AK-47. En el camino se encuentra con otros hombres armados y después llega a un cruce de muelle, en donde un helicóptero te dispara. Posteriormente llega hasta un muelle de yates, en donde aparece por primera vez la "mangosta", quien ordena que no lo dejen escapar, aunque XIII logra huir a bordo de una ccamioneta. 

### Parte 2
XIII llega al banco Wislow buscando pruebas sobre sí mismo. Al llegar a la bóveda  y abrir la caja de seguridad tiene un nuevo episodio de memoria donde está en la misma bóveda con la mayor Jones, colocando una trampa. Ocurre una explosión que abre un agujero por el cual escapa, mientras tabtim el banco está siendo asaltado. Winslow,  el gerente, le explica a alguien que número XIII está vivo, Escapas por unas escaleras de bomberos donde aguarda el FBI. Steven Rowland (XIII) queda arrestado por el asesinato de William Sheridan.

### Parte 3
Tras el arresto de XIII, le llevan a las oficinas del FBI, donde le acusan del asesinato del presidente y le muestran fotografías. Una explosión causada por los secuaces de la Mangosta alerta al FBI, y se produce un tiroteo. Una vez que el coronel Amos abandone la oficina, hace su aparición la mayor Jones que, disparándole a las esposas de XIII, permite que este escape. Jones lo lleva a los Montes Apalalaches, donde retienen a Ben Carrington. Le rescatan y huyen. Tras el rescate, XIII va a las montañas y divisa una cabaña, en la cual se encuentra Kim, su esposa. Luego de estar un momento juntos y que XIII recuerde algo, llegan los secuaces de la Mangosta y comienzan a disparar hacia la cabaña. Es en este momento en que Kim escapa por la puerta trasera de la cabaña y posteriormente se desconoce su paradero. XIII debe matar a los asesinos y escapar por la parte trasera de la cabaña.
Una vez que el escape parece exitoso, un hombre dispara con una bazuca a la cima de una montaña provocando un alud. Cuando despierta, se encuentra prisionero y delante de él, está la mangosta y el XX Edward Johnson. Luego de un ingenioso escape de la prisión, aparece en un hospital. Mientras va escapando por el entretecho, éste cede y XIII cae. Aquí es dónde se encuentra XIII y XX y mantienen una lucha, de la cual sale vencedor XIII. Luego de asesinarlo, escapa en una ambulancia que se desbarranca en una carretera del desierto. Luego de una dura misión, Jones va en su rescate. Tras lo ocurrido, va a la base de los SPADS, para averiguar información sobre la Conspiración. Espía en una reunión de Seymour McAll (XI), William Standwell (III) y el NºI a través de la radio.Mc All le descubre y XIII le mata, consigue una llave para acceder a un submarino, y huye en él. Dentro del submarino, debes asesinar a otro miembro de la conspiración: Franklin Edelbright (VII). Tras todo lo ocurrido, y en colaboración con el FBI, que ya no le persigue gracias a la intervención del general Carrington y la recuperación de algunos expedientes vitales para la investigación, espían algunos miembros que se reúnen en un hotel, y averiguan que la sede de la conspiración es un templo que tiene uno de los miembros.El templo, XIII mata numerosos miembros de la conspiración, pero de menor importancia. Más importante es el descubrimiento de la operación Rojo Total, con la que la Conspiración usara los SPADS para tomar control del país por la vía bélica.

### Parte 4
Willy Sheridan, el futuro presidente, colabora con XIII para entrar en una de las sedes militares del gobierno, desde donde se activará la operación Rojo Total, donde XIII va disfrazado de general.La Conspiración, encabezada por el secretario del Presidente, Calvin Wax, va a activar la operación y a secuestrar al oponente político de Sheridan, XIII consigue desactivar la operación, pero Calvin se suicida, y ves que él tiene tatuado el número II en el hombro, el no era el número I, y probablemente era el único que lo supiera.Tras su suicidio, desactivas el lanzamiento de misiles nucleares y te encuentras con la Mangosta, que cae durante el tiroteo
Wally celebra que no se desatara Rojo Total en una fiesta en un yate. En el yate, tras los fuegos artificiales, bajas a los camarotes y entras en una sala. Entonces Wally entra con unos cuantos secuaces armados en el camarote.

## Armas
Cuchillo
- Características:Es un arma efectiva distancia pudiendo arrojarla o clavarla. Se encuentra por tríos.

Pistola 9mm
- Características: Es la pistola básica, de hecho es la primera arma balística que consigues. Si obtienes la habilidad necesaria la puedes utilizar a dos manos.
- Arma: Se puede cargar muchas municiones de ésta, disparando cargadores de hasta 13 balas cada una.

Magnum
- Características: Esta es una pistola muy potente capaz de matar de un tiro. También es posible dispara bala por bala o una cargador en modo fuego rápido.
- Arma: El número de munición máxima es de 45 disparando 6 balas por cargador.

Mini Ametralladora
- Características: Es un arma veloz y mortífera en buenas manos. Tiene capacidad de doble mano si se conserva la habilidad requerida.
- Arma: El número de munición que puedes portar es de 240 y tiene una capacidad de carga de 32 disparos.

Fusil tipo Kalashnikov
- Características: Es un potente fusil de asalto. Gran capacidad de daño, pero mucho retroceso. Se puede disparar en dos modos de fuego al igual que la M60.
- Arma: Porta como máximo 250 municiones y carga 30 municiones por cargador.

Rifle de asalto
- Características: Tiene un poco menos de potencia que el AK, pero también tiene menos retroceso y capacidad de lanzar granadas si las encuentras.

```
* Arma: Puede portar como máximo 250 municiones. Cargador de 30 ilimitado para granadas.
```

M-60 
- Características: La característica más peculiar de esta arma es que es una de las más fuertes y destructivas del juego con un gran alcance disparando modo "ráfaga" o "Automático".
- Arma: Con la M-60 es posible cargar 350 balas al mismo tiempo teniendo en cuenta que 200 en el cargador y 150 para recarga.

Fusil de precisión BMG50
- Características: Abate a enemigos de un solo disparo en la cabeza a gran distancia usando un zum de 4.00 y 12.00.
- Arma: Porta 25 balas para recargar y 10 para disparar.

Ballesta básica
- Características: La Ballesta emplea flechas que matan de un disparo en la cabeza sin ningún ruido, por lo que son útiles en infiltración.
- Arma: La ballesta básica dispara 1 flecha cada vez y puede llevar 40.

Ballesta triple
- Características: La ballesta triple es como la básica pero con la diferencia de disparar 3 flechas en modo semiautomático.
- Arma: Dispara 3 Flechas por cargador teniendo como máximo 40 flechas para cargar.

Arpón
- Características: Es la única arma que se puede utilizar tanto en tierra como bajo el agua y la única que aparece en una sola misión. Además, no se puede encontrar en los mapas multijugador.
- Arma: 30 arpones, lanzados de uno en uno.

Escopeta
- Características: Una escopeta fuerte y poderosa de cerca y si se te agotan las balas puedes golpear con el mango de esta.
- Arma: Puede cargar como máximo 40 balas y 5 en el arma.

Escopeta de caza
- Características: Esta escopeta única y exclusiva de una misión y del modo La cacería, y a pesar de algunas desventajas es efectiva tanto de lejos como de cerca.
- Arma: Puede cargar 40 como máximo para recargar y 2 balas por ronda.

Bazooka
- Características: Esta arma es una de las más destructivas. Mata de un solo tiro sin necesidad de impacto directo y acaba con varios blancos a la vez si están juntos
- Arma: Carga como máximo 8 misiles y dispara 1 por vez.

## Equipamiento
First Aid Medium (Botiquín medio)
Este botiquín recupera 25 puntos de vida pero con la habilidad de curarse le surte efecto del doble es decir; 50 puntos de vida.
First Aid Complete (Botiquín Completo)
Este botiquín recupera 50 puntos de vida pero con la habilidad de curarse le surte efecto del doble es decir; 100 puntos de vida.
Granada de fragmentación
Poderosa y fácil de usar, su detonación tiene un efecto similar al de un cohete.
Granada flash
Esta granada tiene potencia para dejar ciego por algunos segundos, suficientes como para pegar algunos tiros (Solo disponible en Multijugador).
Chaleco Antibalas
Este chaleco viene en dos presentaciones ligero y pesado en mismo orden te dan 50 y 100 de armadura corporal que te sirve como para vivir un poco más.
Casco Antibalas
Este Casco viene en dos presentaciones ligero y pesado en mismo orden te dan 20 y 40 de protección en la cabeza proporcionándote una buena defensa para los francotiradores.
Llaves y tarjetas magnéticas
Estos objetos te sirven para abrir puertas cerradas (Solo disponible en modo misión).
Ganzúa
Sirve para abrir puertas que estén cerradas y en los que no se encuentre una llave o tarjeta magnética. (Solo disponible en modo misión)(Solo funciona con algunas puertas).
Gancho
Funciona para subir a lugares altos y pasar libremente (Solo disponible en modo misión).
Intercomunicador
Te proporciona toda la comunicación en el juego (Solo disponible en modo misión)
Objetos Prensiles
Estos objetos desempeñan un papel importante en torno al juego. con estos te da la opción de noquear a un "enemigo" que no quieres matar o solo porque te quedaste corto de munición y lo utilizas a primera instancia, estos objetos son muy variados que van desde sillas y escobas hasta bloques de cemento, pedazos de vidrio e incluso palos de billar o ceniceros.
Objetos Explosivos
Algunos objetos del juego son volátiles es decir; que explotan o se incendian, dando una oportunidad más de estrategias.
Varios
El resto de los objetos no son muy necesarios pero si importantes como granadas del M16
o documentos importantes, maletines y antenas de espionaje.

## Recepción
XIII recibió generalmente reseñas mixtas de parte de la crítica especializada desde su lanzamiento,
Además las ventas del videojuego fueron más bajas de los esperado.

## Curiosidades
XIII es el primer (videojuego de disparos en primera persona) que diseñó Ubisoft. Este fue hecho en un motor gráfico de afuera. Esto se confirma en el tráiler Making-off del videojuego "...In fact this was Ubi's first shooting game so we have to build it in a outside engine, the Unreal Engine. Which was used to make a lot of very well games..."
XIII es el primer videojuego celshading en ser uno de disparos en primera persona.
 Se pensaba en una secuela del videojuego si esta hubiera tenido buena tasa de ventas.
"Question 8:
(Thunak): (PlanetXIII): I heard that XIII only shows the story of the first 5 Comic-Books, so will there be a second and a third XIII for the gamers?
(Julien): if the game is a success sure, the second part will be focusing on the inner story of XIII.  We have a lot of ideas and story still to tell."
 Una de las mecánicas del videojuego vetada era la de mostrar el dedo del medio en modo de burla, tal vez en multijugador o más bien para enseñarla a nuestros enemigos.
"Question 22:
(Thunak): (rob): Due to development time etc, were there any features that you wanted to include but couldn't in any of the versions?
(Julien): always, making a game is always about choice and leaving features, but hopefully, we will add them in the second one. However, on the most important features, no, we wanted a great story, a great gameplay and original graphics, we got them exactly like we wanted them to be. Some were of them were naughty and not well accepted like the give the finger feature or the headbutt."
 Originalmente el videojuego tendría más niveles para que nuestro amnésico Rowland pasara dando tiros por saber su identidad. "...The finished game will have 13 chapters and 54 total missions..." En la versión final tan solo tenemos 34. Originalmente se planeaba un modo de dos jugadores cooperativo en donde jugaríamos ambos en un nivel, por ejemplo, en el nivel de título "toits" nos encontramos con la Mayor Jones en el techo de las dependecias del FBI, posiblemente saldría una pantalla para iniciar el segundo control (en ese entonces el videojuego estaba para las consolas PlayStation 2, Xbox y Nintendo Gamecube).
 Modos de juego cancelados son algunos, como el llamado "cover me" donde tendríamos que proteger al segundo jugador o visceversa de fuego enemigo, en este caso Bots manejados por la AI. Otro llamado "scarecrow" donde tendríamos que encontrar y rescatar aliados al más estilo Counter Strike 1.6. Otro modo de juego que puede ser visto solamente en algunas capturas por la internet y el vídeo tráiler del Making-Off del videojuego es el "Capture the duck" o captura el pato (siendo que aparece una gaviota). En opinión popular de jugadores del videojuego se piensa que fue eliminado por crueldad animal por jugar con una gaviota con armas.
El videojuego tiene animales en el videojuego, uno de los que llama más la atención es un perro pastor alemán quién sería nuestro enemigo.

## Remakes
El 15 de noviembre de 2011, Anuman Interactive lanzó una nueva versión de XIII, llamada XIII: Lost Identity, para Microsoft Windows, iPhone y iPad. El juego no es un juego de disparos, sino un juego de objetos ocultos.
El 18 de abril de 2019, se anunció una nueva versión fiel del juego original para PlayStation 4, Xbox One, Nintendo Switch y Microsoft Windows, cuyo lanzamiento estaba programado para el 13 de noviembre de 2019, no obstante, se retrasó para el año 2020.